# Făurei
Făurei – miasto w Rumunii, w okręgu Braiła. Według danych na rok 2011 liczyła 3592 mieszkańców.